# Bonneville-zoutvlakte

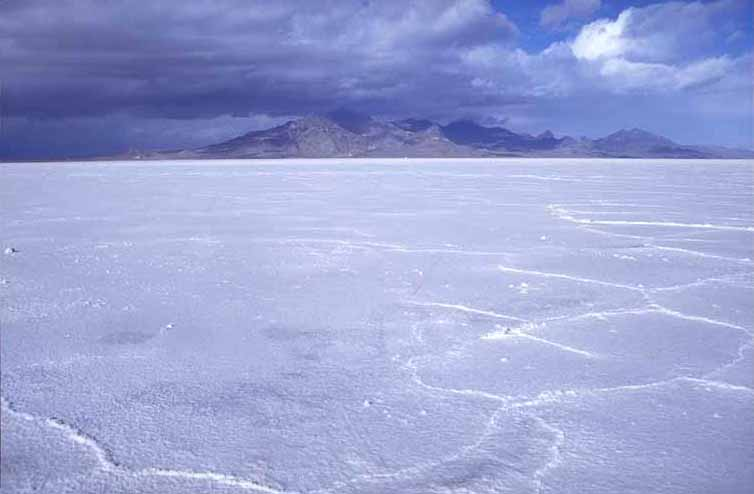
Bonneville-zoutvlakte

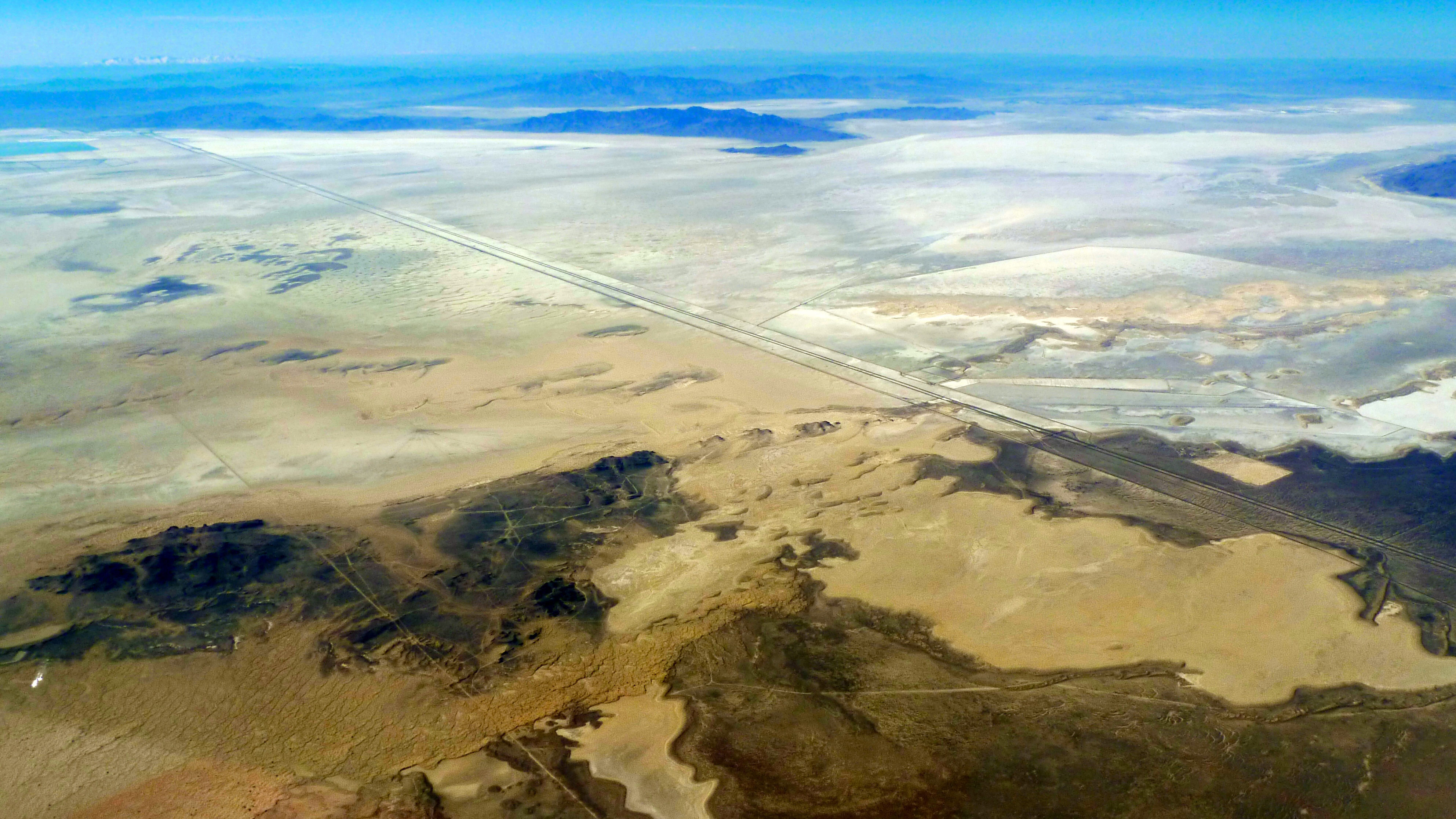
Luchtfoto van de Bonneville-zoutvlakte

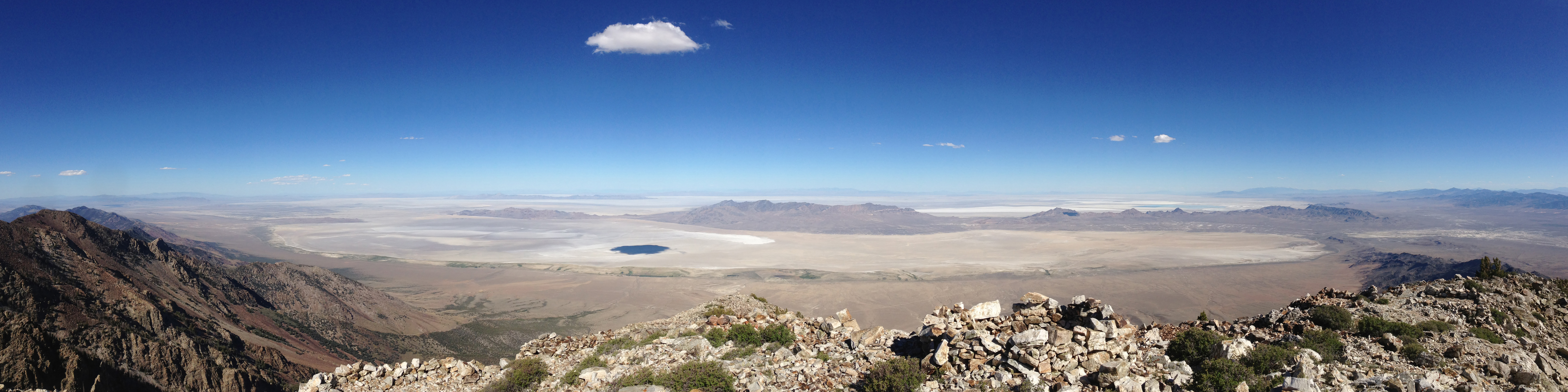
Zicht op de Great Salt Lake Desert vanaf Pilot Peak in Nevada

De Bonneville-zoutvlakte is een zoutvlakte met een oppervlakte van 260 km². De zoutvlakte ligt in het noordwesten van Utah, Verenigde Staten. Het zout is op sommige plaatsen 1,8 meter dik. De vlakte is ontstaan doordat het zoute Lake Bonneville opdroogde. Het is de grootste zoutvlakte in de Great Salt Lake Desert, die zich uitstrekt tussen Salt Lake City en de grens met Nevada.
Bij elke regenbui verdwijnen de bandensporen van auto's uit het zout. Daarom kan men er als het regent moeilijk navigeren. Omdat de zoutvlakte zo vlak is, wordt er een optische illusie gevormd: Men kan de bolling van de aarde zien en de bergen lijken boven het zout te zweven.

## Snelheidsrecords
De Bonneville-zoutvlakte is vooral bekend om zijn snelheidsrecords, onder meer door Malcolm Campbell en zijn zoon Donald. Op de Bonneville Speedway worden snelheden bereikt tot 1000 km/h. En de Nederlander Fred Rompelberg reed hier het wereldrecord dat ook in het Guinness Book of Records vermeld staat, door op een racefiets 268,831 kilometer per uur rijden. Ook het Bonneville 400-project werd hier uitgevoerd.

## Bekendheid
Er zijn op de vlakte opnames gemaakt voor verschillende films: Independence Day, Warlock, The Brown Bunny. Ook zijn er auto's naar de streek genoemd zoals de Pontiac Bonneville en een motor (Triumph Bonneville).